# Holton (Kansas)
Holton é uma cidade localizada no estado americano de Kansas, no Condado de Jackson.

## Demografia
Segundo o censo americano de 2000, a sua população era de 3353 habitantes.
Em 2006, foi estimada uma população de 3359, um aumento de 6 (0.2%).

## Geografia
De acordo com o United States Census Bureau tem uma área de
6,5 km², dos quais 6,3 km² cobertos por terra e 0,2 km² cobertos por água. Holton localiza-se a aproximadamente 342 m acima do nível do mar.

## Localidades na vizinhança
O diagrama seguinte representa as localidades num raio de 20 km ao redor de Holton.